# Gottfried Knoche
Gottfried August Knoche (Halberstadt, Reino de Westfalia; 17 de marzo de 1813-Galipán, Venezuela; 2 de enero de 1901) fue un médico cirujano alemán, famoso por inventar un líquido embalsamador con el que momificó docenas de cuerpos, incluyendo el suyo propio, en su laboratorio ubicado en la Hacienda Buena Vista, sector Palmar del Picacho de Galipán, en el estado Vargas, Venezuela. Es uno de los personajes más misteriosos y enigmáticos relacionados con la historia de Venezuela a mediados del siglo XIX, específicamente en la región de Galipán perteneciente al parque nacional El Ávila.

## Biografía
Estudió en la Universidad de Halle, donde recibió el título de médico en abril de 1845, luego de presentar su tesis de grado titulada De lacte mulierum (Sobre la leche de mujer).  Knoche emigró de Alemania a Venezuela ese mismo año para domiciliarse en La Guaira y atender a la población de alemanes establecida en ese entonces en el litoral, donde refundó el "Hospital San Juan de Dios", en La Guaira entre 1854 y 1856. 
Una vez establecido en La Guaira decide traer a vivir a su esposa y las niñas, Josephine y Amalie Weissmann, que más tarde serían sus enfermeras y ayudantes. Ejerce como doctor en esa ciudad y se gana la fama de persona caritativa, al atender a pacientes pobres sin cobrar además de su incansable lucha contra la epidemia de cólera que azotó la región en esos años. En 1845 recibe la revalida de su título, por parte de la Universidad Central de Venezuela durante el gobierno del general Carlos Soublette.
Amante de la naturaleza, durante sus primeros tiempos en La Guaira solía hacer largas excursiones a caballo hasta las montañas de Galipán. La perspectiva fascinante que ofrece el Litoral desde las alturas del Picacho y su fresco clima debieron ejercer en él fuerte atracción. Quizá fue así como nació su idea de adquirir alguna posesión en los alrededores. No muy lejos existían pequeñas fincas destinadas desde la época colonial al cultivo de café y frutales.
Tuvo una hija de nombre Anna (1840-1879), quien casó con Heinrich Müller (1812-1881) siendo ambos enterrados en el mausoleo familiar, y un hijo llamado Oswaldo Knoche que vino graduado en medicina de Alemania y se residenció en Puerto Cabello. No se conocen mayores detalles de su destino. 
También llegó de Alemania el hermano de Knoche, el Sr. Wilhelm, enterrado también en el panteón familiar de cuya vida o actividades se desconoce. La esposa del Dr. Knoche, debido a la soledad que le provocaba vivir en la Hacienda "Buena Vista" decide regresar a Alemania y allá muere en fecha que aun se desconoce.

## Knoche y sus momias

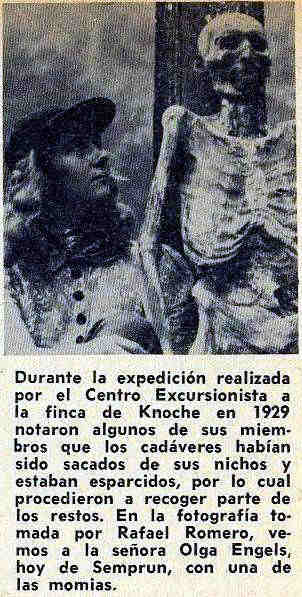
Olga Engels con una momia hallada fuera de su fosa en 1929.

Su fascinación y persistencia por evitar el inexorable proceso de descomposición de los cuerpos, le hizo experimentar con cadáveres no reclamados de la Guerra Federal, que subía a caballo desde el hospital San Juan de Dios. Knoche creó un líquido que se inyectaba en el torrente sanguíneo y conservaba al cadáver sin necesidad de extraer sus órganos. Así, el doctor momificó varios cuerpos y los mantuvo en su laboratorio.
Esta obsesión por dotar de una apariencia de vida a los muertos dio pie a una de las anécdotas más populares atribuidas a este enigmático personaje. Los familiares de don Tomás Lander, distinguido hombre público de la Caracas del siglo XIX, fundador junto con Antonio Leocadio Guzmán del periódico "El Venezolano", conocieron a través de un amigo las virtudes del misterioso líquido embalsamador del Dr. Knoche y solicitaron al médico que momificara el cuerpo de su deudo. Una vez concluido el proceso, con el cuerpo ya vestido y maquillado por sus familiares, sentaron a Lander en un escritorio a la entrada de su casa. Allí estuvo durante 40 años, hasta que el gobierno de Antonio Guzmán Blanco exigió a los descendientes del difunto que enterrasen a la momia. Un presidente de Venezuela, Francisco Linares Alcántara, también fue momificado por el médico alemán. Igualmente, momificó hasta sus perros y los convirtió en guardianes de la entrada del mausoleo.
Para la llegada de su propia muerte, Knoche había previsto que fuese la enfermera Amalie Weismann la encargada de suministrarle el suero momificador, dosis que dejó preparada. Aunque la última sobreviviente de Bella Vista parece haber consultado con el cónsul alemán de la época, Julius Lesse, acerca de redactar un documento en el que constara que su última voluntad era que su cuerpo fuese cremado y las cenizas arrojadas al mar; el mismo doctor Lesse y Carlos Enrique Reverón subieron a Bella Vista, inyectándole la dosis preparada para ella 20 años antes por el mismo Knoche, luego cerraron la puerta del mausoleo y las llaves fueron lanzadas al mar.
La composición exacta de esta sustancia, a base de cloruro de aluminio, nunca fue descubierta.

## Finca Buena Vista

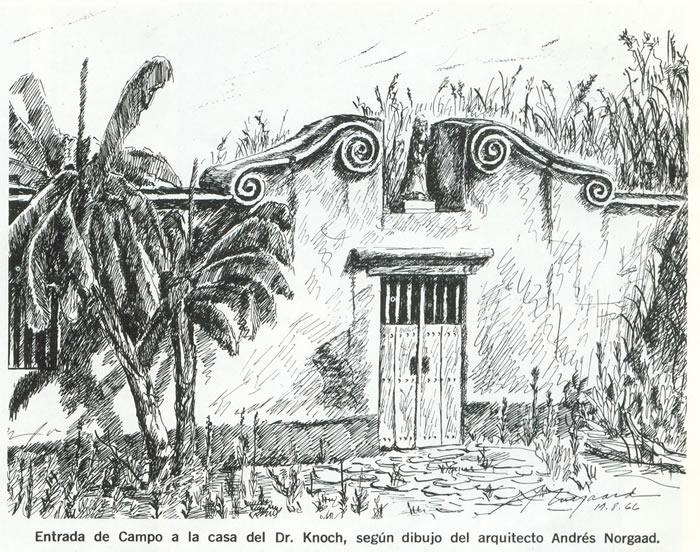
Entrada de campo de la casa de Knoche, según dibujo del arquitecto Andrés Nogaard

Knoche fijó su atención de manera preferente en una finca y la adquirió a bajo precio, con el fin de pasar en ella los fines de semana. Finalmente se muda de forma definitiva con el pretexto de que su esposa no soportaba el calor húmedo de la zona costera de La Guaira. 
Se dispuso entonces a edificar una casa al estilo de la región alemana Selva Negra, dotada de un gran salón, revestido de madera, con su chimenea y gradería de rústico a la entrada. Casi todo el material fue transportado desde La Guaira a lomo de mulas. Las habitaciones estaban dotadas de amplios ventanales que daban al mar. Personas que tuvieron la suerte o el privilegio de conocer aquella posesión a fines del siglo XIX, elogiaron el buen gusto con que estaba decorada. 
Dicha propiedad según Hellmund Straka, la reedificó en el año 1880 y la adquirió por 70.000 Bs, que llamó “Buena Vista” ubicada a 1015 m s. n. m. debido a la excelente vista que se tenía del Litoral central. Allí construyó un pequeño laboratorio para realizar sus experimentos de momificación y a 100 metros de allí, construyó su casa sobre una enorme roca, tal vez por ello el lugar se ha mantenido a salvo de desastres naturales. 
El Laboratorio posee una sola entrada y carente de ventanales, aunque se pueden ver conductos que bien podrían haber servido de canales de ventilación. Sus ruinas están en mejor estado que las de la residencia de Knoche. Aunque debido al crecimiento de los arbustos y personas que abren agujeros en las paredes, se ha generado una enorme grieta.
Básicamente la residencia la diseñó Knoche al estilo tradicional de la región alemana Selva Negra. Con sus grandes ventanales, techos de madera, un largo pasillo y techo a dos aguas. Según testimonios de Eduardo Rosswaag en sus visitas a la finca Buena Vista en septiembre de 1923 comenta:

"Tenemos la impresión de que hemos sido sustraídos de un ambiente del trópico para penetrar bruscamente en el célebre Gran Ducado de Baden. Estamos en plena Germania, así lo proclama desde el mueblaje hasta los cuadros que en la tapicería pregonan los episodios épicos más culminantes del antiguo imperio. La anciana se dirige a la pared (refiriéndose a Amalie Weismann) donde cuelga un grabado que representa la entrevista en el campo de Waterloo entre el duque de Wellington y Blucher"

Hoy en día la finca está en ruinas llenas de maleza, enredaderas y árboles. Al dirigirse a la finca el detalle que salta a la vista es un extremo de la pared frontal donde sobresale a como dos metros de altura un detalle arquitectónico formado por un arabesco muy común en aquella época. También se observan detalles de la cocina y a unos pocos metros un interesante orificio en el suelo que indica un lavadero con fondo de mármol. También hay restos de columnas que sostenían barandas de madera que conducen a un desfiladero, como una especie de balcón. Unos deteriorados muros laterales de adobe y piedra que pertenecían a las paredes laterales de la residencia de Knoche.
Según Eduard Rosswagg, quién realizó una excursión en 1961 a Buena Vista, se entrevistó con José Ravelo que vivía allí desde 1954 por compra de hipoteca a Manuel Acevedo Muller, se desconoce si era descendiente de Heinrich Muller, yerno de Knoche, quién a su vez destruyó la casa buscando un "entierro".

## Mausoleo
Dentro del mausoleo, dos terceras partes del espacio están ocupadas por los seis sarcófagos de cemento, con un pequeño pasillo para los visitantes. Las dimensiones de dichos nichos son 2.10 x 0.70 x 0.75 metros puestos en fila y cuyas tres cuartas partes de sus dimensiones estaban cubiertas de mármol de 3 cm de espesor y una cuarta parte de vidrio reforzado con malla metálica para que se pudiera ver a través de él a cada una de las momias. También existían antiguamente seis lápidas de mármol que contenían los nombres de la familia Knoche y que fueron destruidas por vándalos y reconstruidas de nuevo, aunque existen varias fotografías antiguas donde se ven dichas inscripciones. El orden que reposan los nichos según indicó Amalie Weismann a Eduardo Rosswaag el 2 de septiembre de 1923: 
- Anna Knoche de Muller (hija de Knoche): Geb. d 10 de mayo de 1840; Gest. d 23 de enero de 1879
- Heinrich Muller (esposo de Anna): Geb. d 2 de noviembre de 1822; Gest. 7 de abril de 1881
- Wilhelm Knoche (hermano de Knoche): Geb. d 17 de septiembre de 1817; Gest. 7 de septiembre de 1874
- Josephine Weissmann (enfermera y Hermana de Amalie): Geb. d 29 de junio de 1830
- Amalie Weissmann (enfermera y ayudante de Knoche): Geb. d 2 de febrero de 1926
- Gottfried Knoche: Geb. d 17 de marzo de 1813; Gest. 2 de enero de 1901

Las abreviaciones Geb. y Gest. significan en alemán: "Nació" y "Murió" respectivamente. Luego de más de 50 años de abandono, vandalismo y saqueo de las momias, el mausoleo fue restaurado en 2009 por un grupo liderado por el profesor Jesús Burgos, y actualmente se encuentran seis réplicas de momias en el lugar donde reposaban hace muchos años las momias originales. La restauración incluyó la reposición de las lápidas con los nombres de las seis momias, así como la reposición de una puerta de metal debido a que la anterior estaba completamente inservible.